# Dattenberg
Dattenberg település Németországban, Rajna-vidék-Pfalz tartományban. Lakosainak száma 1545 fő (2023. december 31.). Dattenberg Hausen és Leubsdorf községekkel határos.

## Népesség
A település népességének változása:
| Lakosok száma | 1256 | 1506 | 1490 | 1511 | 1508 | 1545 |
|               | 1975 | 2017 | 2019 | 2021 | 2022 | 2023 |